# 蒙牛集团
内蒙古蒙牛乳业（集团）股份有限公司，简称蒙牛集团（英語：Mengniu Dairy或Monmilk，港交所：2319），是中国内蒙古一家從事生產及銷售優質乳製品業務的民營企業，主要生产液态奶、冷饮产品及奶粉制品，是中粮集团旗下企业。
蒙牛於1999年由原伊利集团副总裁牛根生创立。2004年6月以中國蒙牛乳業有限公司名义于香港交易所上市。2009年，中粮集团入股蒙牛乳业，成为最大单一股东，蒙牛集团是中国大陆乳制品生产及销售的领头企业之一，在2007-2010年间曾一度成为中国营收额最高的乳业公司。FBIF食品饮料创新发布的2021中国食品饮料百强榜中，蒙牛位列第四。蒙牛在中国大陆最大的竞争对手为伊利集团，而伊利在上述榜单中位列第一。

## 歷史
1999年，时任伊利集团副总裁牛根生辞职创业，8月18日，在呼和浩特成立内蒙古蒙牛乳业股份有限公司。12月，首个生产基地建成投产。2001年，销售收入同业排名由第119位上升至第5位。2004年6月10日，在香港联交所主板上市。2007年，销售额首次超越竞争对手伊利集团，成为全国之冠。

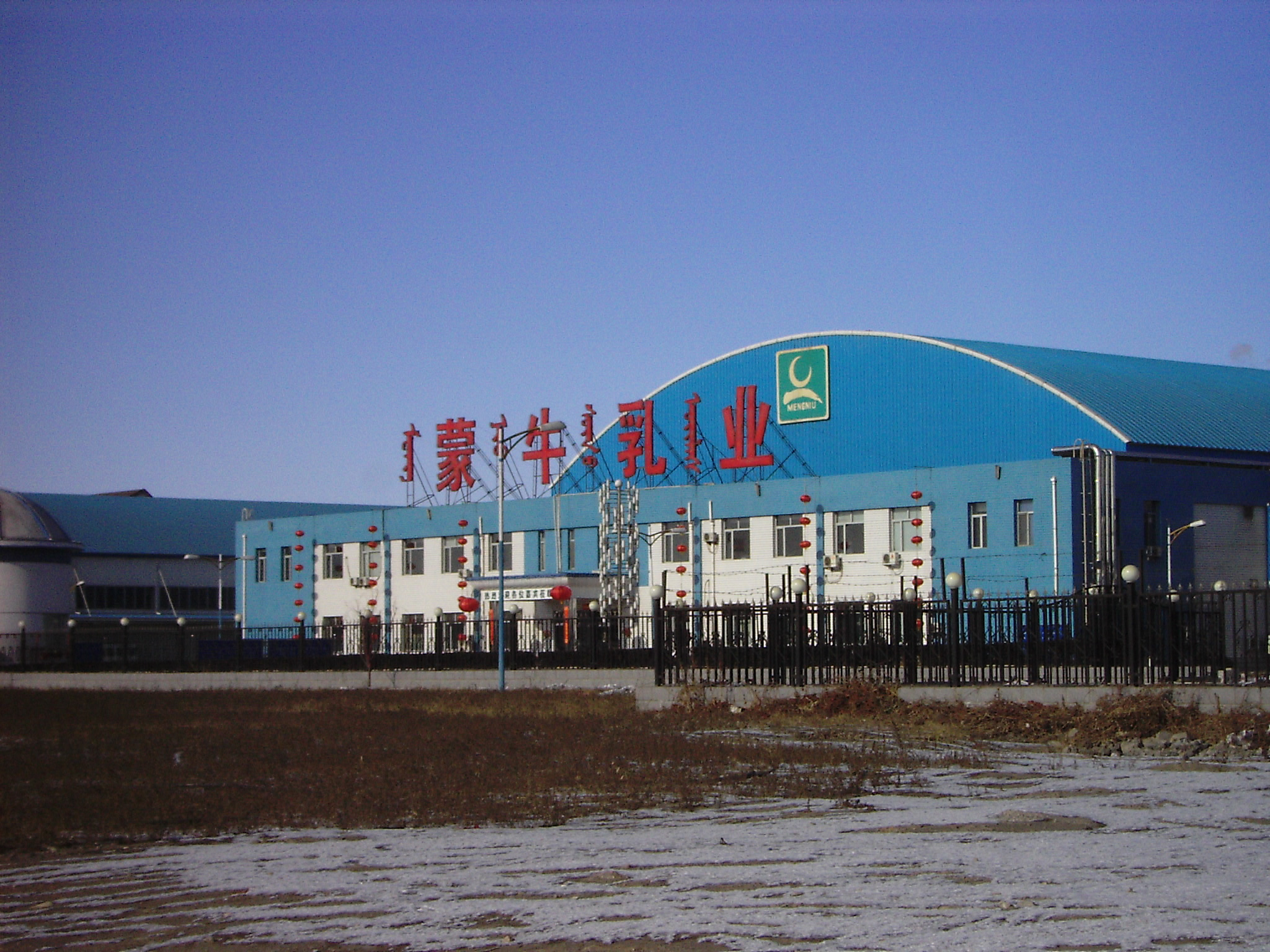
蒙牛乳业基地

2009年7月6日，中粮集团联手厚朴基金以61亿港币收购蒙牛20%的股权，成为当时中国食品行业最大的一宗交易。
2010年11月22日，蒙牛集團以4.692億元收購中國華北地區最大的酸奶生産企業君樂寶51%股權，成為君樂寶的控股股東。
2011年6月10日，创始人牛根生宣布辭任董事會主席，由中粮集团董事长宁高宁接任。其后蒙牛集团董事會主席均由中粮集团高管兼任。
2012年6月，在入股蒙牛三年后，厚朴基金将其间接持有的蒙牛5.9%股份以22亿港元出售给欧洲最大的乳制品企业愛氏晨曦（Arla Foods），入股完成后，爱氏晨曦成为蒙牛继中粮集团之后的第二大战略股东。
2013年5月7日，蒙牛斥资31.75亿港元购入中国最大的奶牛养殖企业现代牧业股份，持股比例从1%增至28%，成為現代牧業單一最大股東。5月20日，法国达能集团通过和蒙牛乳业现任大股东中粮集团共同设立合资公司的方式投资蒙牛，该合资公司将持有8.3%的蒙牛乳业股份，达能中国的酸奶业务与蒙牛酸奶业务合并。交易完成后，中粮集团仍是蒙牛乳业的最大单一股东，持有蒙牛约27.83%的股份。6月，蒙牛以124億港元收购中国乳制品企业雅士利，成为中国乳业迄今规模最大的一次并购。11月26日，蒙牛作为基石投资者，以6000万美元入股原生态牧业。
2014年2月12日，蒙牛向法国达能集团定向增发6.6%股份，作价约51.53亿港元。交易完成后，达能成为蒙牛第二大股东，中粮集团、达能及爱氏晨曦将分别拥有蒙牛16.3%、9.9%及5.3%的股份，三方已同意重组股权，其合计31.5%的股权将由合资公司中粮乳业投资持有。
2017年1月4日，蒙牛斥資逾18.73億港元增持現代牧業9.65億股份，持股量由25.4%增至39.9%，同時以每股0.25美元或1.94港元向現代牧業提出全購。
2018年1月，蒙牛推出每日鲜语等3个子品牌鮮奶。
2019年7月1日，蒙牛将其持有的君乐宝51%股权通过协议转让的方式转让给石家庄鹏海基金及君乾管理，总价为40.11亿元。此次交易完成后，蒙牛乳业将不再拥有任何石家庄君乐宝乳业有限公司的股权。9月，宣布以71亿人民币收购澳大利亚奶粉品牌贝拉米，12月23日，完成股份交割。
2020年7月28日，蒙牛以约3.95亿港元认购主营奶牛养殖业务的中国圣牧11.97亿股份。认购完成后，蒙牛乳业所持有的股权由3.83%增至17.80%，成为公司单一最大股东。10月，蒙牛和可口可乐公司共同设立合资公司“可牛了”，生产创新型牛奶。

## 旗下品牌
| 产品品类 | 产品品类   | 品牌                                                                         |
| -------- | ---------- | ---------------------------------------------------------------------------- |
| 液態奶   | 常温奶     | 蒙牛纯牛奶系列、特仑苏、新养道、蒙牛学生奶、未来星、精选牧场、嗨Milk、M-PLUS |
| 液態奶   | 常溫酸奶   | 纯甄                                                                         |
| 液態奶   | 常溫乳飲料 | 酸酸乳、真果粒、未来星妙点点                                                 |
| 液態奶   | 低溫酸奶   | 冠益乳、碧悠、蒙牛酸奶系列（北欧芝士、中华滋养等）、特仑苏酸奶               |
| 液態奶   | 低溫乳飲料 | 优益C（Yoyi C）                                                              |
| 液態奶   | 鲜牛奶     | 每日鲜语、现代牧场、新鲜工厂                                                 |
| 冰淇淋   | 冰淇淋     | 随变、蒂兰圣雪、绿色心情、冰＋、蒙牛冰淇淋系列                               |
| 奶粉     | 奶粉       | 瑞哺恩、Arla宝贝与我、朵拉小羊、多美滋、雅士利、蒙牛奶粉系列                 |
| 奶酪     | 奶酪       | 未來星奶酪、酪趣貝、愛氏晨曦馬蘇里拉奶酪                                     |

### 联营品牌
- 雅士利（2013年并购）
- 君乐宝（2010年收购，2019年已易主）
- 可牛了（2020年10月成立，由可口可樂和蒙牛合資持有）
- 貝拉米（2019年收购）

## 赞助
随着神舟五号和神舟六号的成功发射，作为宇航员饮用牛奶指定供应商的蒙牛以此为题在各大媒体投放了大量的广告，因此在中国大陆一举成名。
娱乐方面，蒙牛曾连续多年赞助超级女声选秀活动。
2019年6月，国际奥委会宣布，与可口可乐、蒙牛签署首份国际奥委会全球联合合作伙伴（Joint TOP）协议，蒙牛成为国际奥委会顶级赞助商，合约有效期至2032年。受北京冬奥会伊利事件影响，在2020年东京奥运会、2022年北京冬奥会期间，蒙牛未曾以“奥运赞助商”名义开展商业活动，东京奥组委、北京冬奥组委也不将蒙牛列入赛事赞助商名单。至2024年巴黎奥运会肇始，蒙牛开始使用“奥林匹克全球合作伙伴”的名谓，并赞助了多个中国大陆网络平台的奥运奖牌榜；同时，伊利仍为“中国奥委会官方合作伙伴”。
另外，蒙牛曾为2018FIFA世界杯及2022FIFA世界杯官方贊助商。

## 爭議事件

### 牛奶投毒事件
2004年3月，蒙牛分别向武汉、长沙及深圳三地警方报案，声称有人向他们公司发送10多封敲诈信件，信中表示写信人染上艾滋病无法治疗，要求向蒙牛借款20万元，否则将往蒙牛牛奶投毒。随后武汉、广东佛山等地发生蒙牛牛奶遭人投毒的事件，导致蒙牛牛奶在当地停售，当地政府亦要求民众停止食用蒙牛产品。此案受到时任公安部部长周永康的重视，时任国务院总理温家宝作出批示。由于涉案的恐吓信件多从深圳发出，深圳警方成立专案组调查，初步侦查发现一名30岁左右的妇女在深圳多台取款机取走9800元并向主犯钱俊波的名为“王文娟”的账号转账。4月上旬，钱俊波、刘秀、吕华被警方拘捕，三人于7月移送至襄樊羁押。2005年5月23日，湖北省襄樊市中级人民法院一审宣判，以抢劫罪和敲诈勒索罪判处被告人钱俊波死刑，以敲诈勒索罪分别判处被告人刘秀、吕华有期徒刑3年和免予刑事处罚。

### 奶粉污染事件
2008年9月，三鹿集团生产的一批婴幼儿奶粉中被查出含有化工原料三聚氰胺，导致中国各地多名服食受污染奶粉的婴儿患上肾结石。而蒙牛生产的婴幼儿奶粉和液态奶产品中也同样被检出含三聚氰胺。
2008年9月17日，蒙牛对因食用这些批次奶粉而造成身心伤害的消费者表示道歉。
2008年9月19日，中国国家质检总局宣布撤销蒙牛、伊利和光明三大品牌液态奶产品的“中国名牌”称号。
9月17日蒙牛乳業在香港交易所停牌，直到9月23日復牌後股價單日暴跌60.25%。瑞信指，蒙牛管理层在8月已知奶出事，巧合地由总裁牛根生拥有控股权的银牛及金牛公司，选择在公布中期业绩前约一个月，即8月1日，透过大摩进行配售旧股，每股净配售价22.02元，套现净额12.6亿元，银牛及金牛的持股量合共降至16.42%。蒙牛董事长牛根生为求援写下万言书。
蒙牛CFO姚同山在香港新闻发布会上谈到，“香港是与国际接轨的地方，出口到（这里）的产品，主要是用那些规模化牧场生产的原奶进行生产的，这样的话，出问题的几率要比内地小得多……”。在2011年，蒙牛对于此事回应，称蒙牛销售到世界任何地方的产品，其在生产体系和品质标准都是一致的。只是由于不同国家和地区的食品监管标准有所不同，因此出口产品也必须同时符合当地标准。但在基本品质上，国内和国际没有差异。

### 特仑苏OMP添加剂事件
2009年1月4日，国家质量监督检验检疫总局向内蒙古自治区质量技术监督局下发《关于调查处理蒙牛特仑苏牛奶产品举报问题的函》。
2009年2月2日，国家质量监督检验检疫总局向内蒙古自治区质量技术监督局发出《关于蒙牛特仑苏牛奶监管意见的函》，指出：中国未对OMP的安全性做出明确规定，IGF-1物质不是传统食品原料也未列入食品添加剂使用标准，要求蒙牛公司停止向产品添加上述物质，并按照相关法律程序，向卫生部门申请使用许可。
2009年2月13日，中华人民共和国卫生部会同工业和信息化部、农业部、商务部、工商总局、质检总局组织卫生、营养、毒理、食品、农业等方面的专家对蒙牛公司使用的OMP食用安全性进行了研讨。专家认为消费者饮用目前市场上该产品没有健康危害。卫生部同时指出，进口没有国家卫生标准的产品应当经过卫生部的批准，蒙牛公司进口并使用OMP没有事先申请批准，并擅自夸大宣传产品功能，违反了《食品卫生法》的有关规定。
2009年2月14日，内蒙古蒙牛乳业（集团）股份有限公司召开新闻发布会。蒙牛公司声称“OMP和IGF-1是截然不同的两种物质”。知名反伪人士方舟子随即发文反驳，指出蒙牛申请的多项专利和发表的多篇学术论文均显示OMP和IGF-1是同一种物质，蒙牛特仑苏OMP牛奶要么是虚假广告宣传，要么是存在健康风险。
特仑苏产品问世时，蒙牛就宣称它为“全球首款OMP造骨乳蛋白牛奶”，OMP是由蒙牛科研人员率先在牛奶中发现并提取的。在这次添加剂事件中，蒙牛又称OMP其实是从新西兰TATUA公司进口的，是日本和新西兰的乳品企业首先开发，在欧美等国已使用多年，他们称为MBP（Milk Basic Protein）的物质，其安全性受到了美国FDA等国际权威机构认可。
蒙牛產品未受太大的負面消息影響，2009年上半年銷量錄得前比增長。

### 学生奶中毒事件
2011年4月22日，陕西榆林251名小学生因喝蒙牛学生奶集体中毒。此次共有3家医院接收中毒学生，其中星元医院接诊110名学生，87人有症状。有症状的学生中42人症状较轻，通过口服药物治疗；45人腹疼、呕吐、恶心，进行输液处理。医院初步诊断系细菌性食物中毒。榆林市一院急诊接收167名学生，留院观察和输液的92名，均以胃肠道症状为主；榆林市二院接收19名学生，其中10人留院观察。

### 强致癌物超标事件
2011年12月24日，国家质检总局公布近期对液体乳产品抽查的结果，蒙牛乳业（眉山）有限公司的一批次产品被检出黄曲霉素M1含量超标140%。蒙牛对此回应称抽检的问题产品尚未出厂。

### “大荤君”下架事件
2015年1月，蒙牛集团的新款奶味饮料“大荤君”上市不久便被下架，引发媒体关注。
“大荤君”是蒙牛“优益C”系列奶味饮料的一种新产品，其包装印有“大荤君”、“无肉不成席”的宣传字样。不过在汉语中，“大荤君”的读音与“大昏君”完全相同，而“无肉不成席”恰巧又令人联想到时任中国共产党中央委员会总书记习近平。有报道认为，“大荤君”在商品的标签上玩文字游戏的行为，导致其在上市后不久便被下架。

### 被指破坏冬奥大局
2019年6月20日，伊利集团（2022年北京冬奥会赞助商）发布公开声明，指出蒙牛乳业通过中粮集团和可口可乐之间的资本合作，染指伊利集团。伊利称，蒙牛乳业在北京冬奥会公开竞标中落败，却利用中粮集团和美国可口可乐之间的资本合作，替可口可乐巨额奥运赞助买单，借机成为国际奥委会“饮料”类别全球“联合”合作伙伴，主要目的是误导中国消费者，让中国消费者误认为其是奥运“乳制品”合作伙伴，与国际奥委会已授权给北京冬奥组委的“乳制品”类别相冲突，有违奥运公平、公正、平等参与的原则，破坏了北京冬奥组委的市场开发自主权，侵犯了北京冬奥会合作伙伴的正当权益。

### 涉嫌聯合其他企業左右国家标准
2020年7月10日，一篇《深扒蒙牛、伊利6大罪状，媒体不敢说，那就我来说》的文章在中國大陸网络流传，该文用“6大罪状”指出多家乳企（包括蒙牛集團）“产品质量不达标”、“往牛奶里添加化学物质”、“降低检验标准”、“压榨奶农”、“欺诈消费者”等罪状。隨後中国乳制品工业协会强烈要求国家有关部门立即删除该文章，取消该微信号，责承作者公开承认错误并向伊利、蒙牛及中国乳制品行业道歉，以消除影响。对于该文中控诉的内容，2020年7月11日蒙牛和伊利方面都对澎湃新闻记者表示，目前没有相关回应。

### 涉嫌浪费食物
2021年4月底，新浪微博上一段显示大量牛奶被一一拆开，随后被直接倒入沟渠中的视频被热传。据报道，蒙牛是选秀节目《青春有你3》的赞助商，公司将投票二维码印在牛奶瓶盖上，粉丝必须打开瓶盖才能扫描二维码，为选手投票。而喝不完的牛奶只能倒掉，造成了极大的浪费。官媒新華社对此發文批評，认为「大量牛奶被倒的背後，是以浪費和揮霍為代價的吸睛牟利，是對勞動的不尊重、對法律的褻瀆和蔑視，其最終結果是誤導、侵蝕了青年人的追求和三觀，不只是把牛奶倒溝裡，而是把青年人帶溝裡」；《光明日報》則表示：「要明確對這樣的傾倒牛奶的行為說不，如此觸目驚心的浪費必須被制止」，因此蒙牛的行为被媒体认为涉嫌违反《中华人民共和国反食品浪费法》。在该节目被北京市广播电视局责令暂停录制后的5月7日，蒙牛集团表示支持并积极配合爱奇艺及节目组的整改措施，坚决反对一切形式的食品浪费，之后公布带有《青春有你3》活动信息的产品退货方案。